# Deraeocorinae

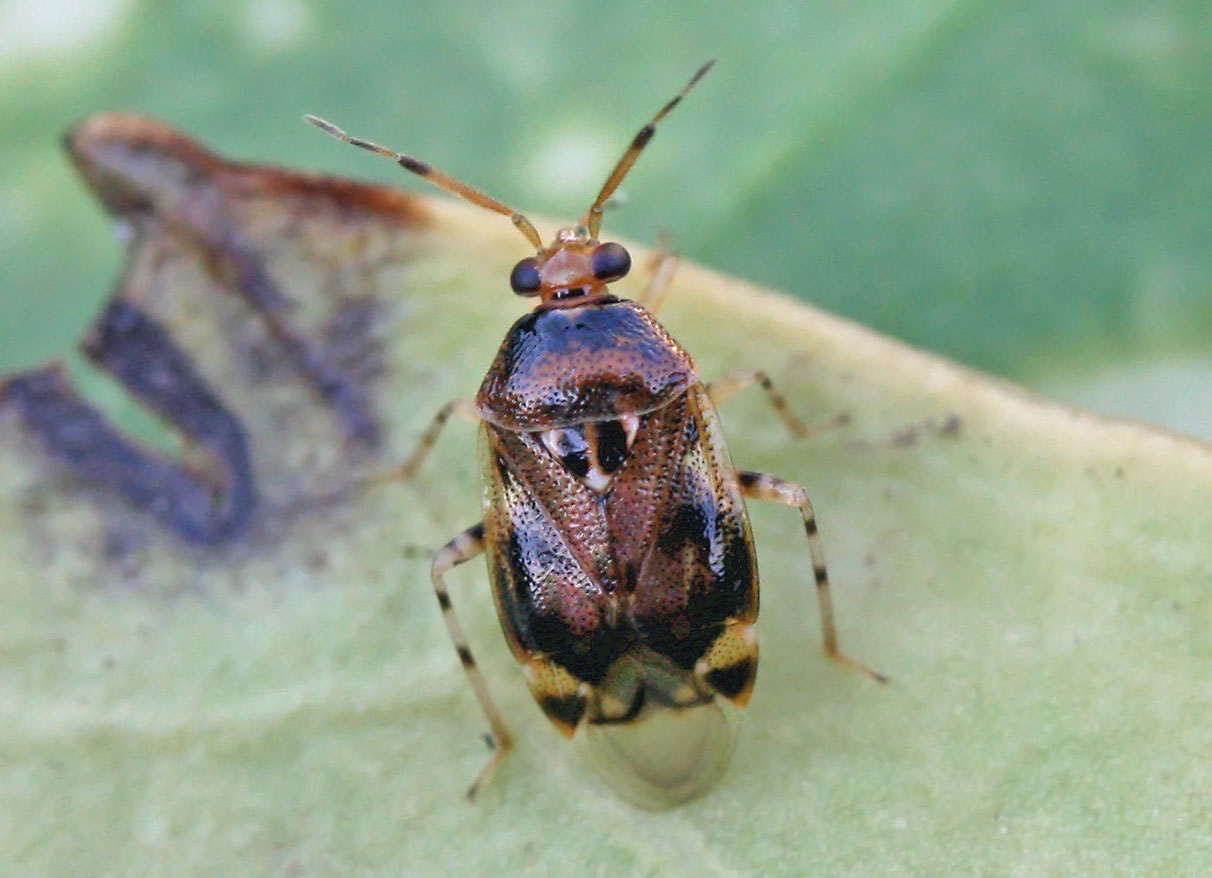
Deraeocoris lutescens

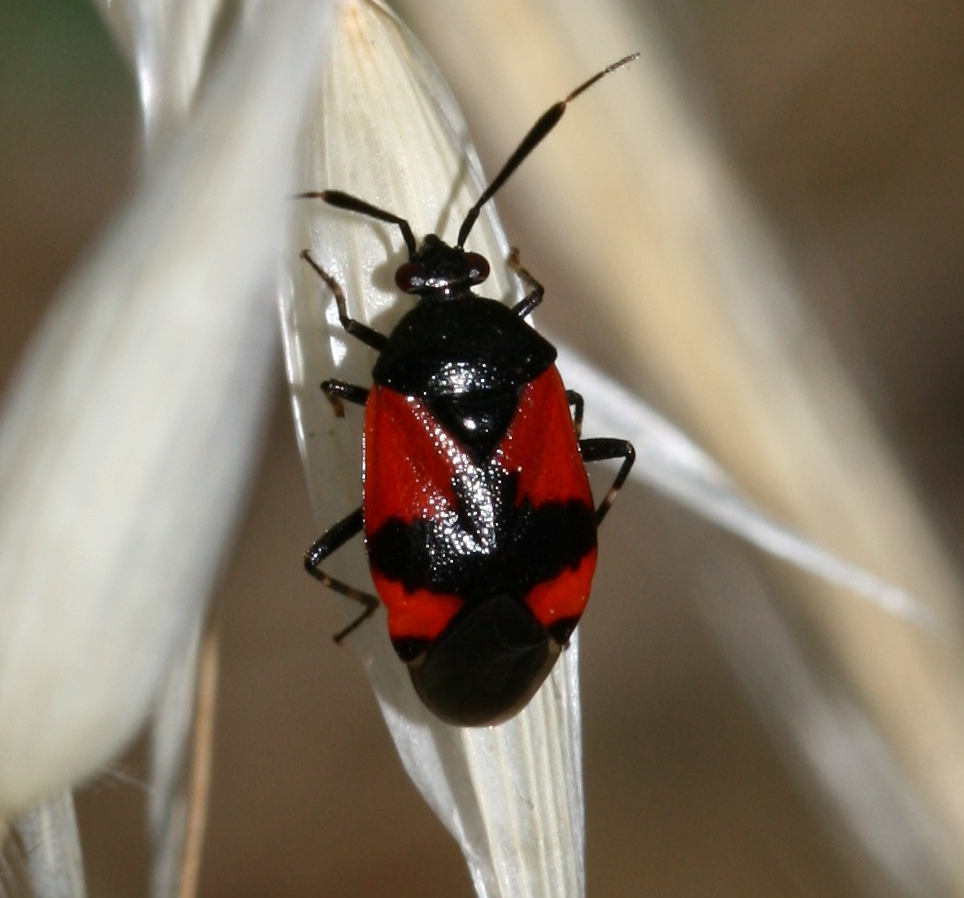
Deraeocoris rutilus

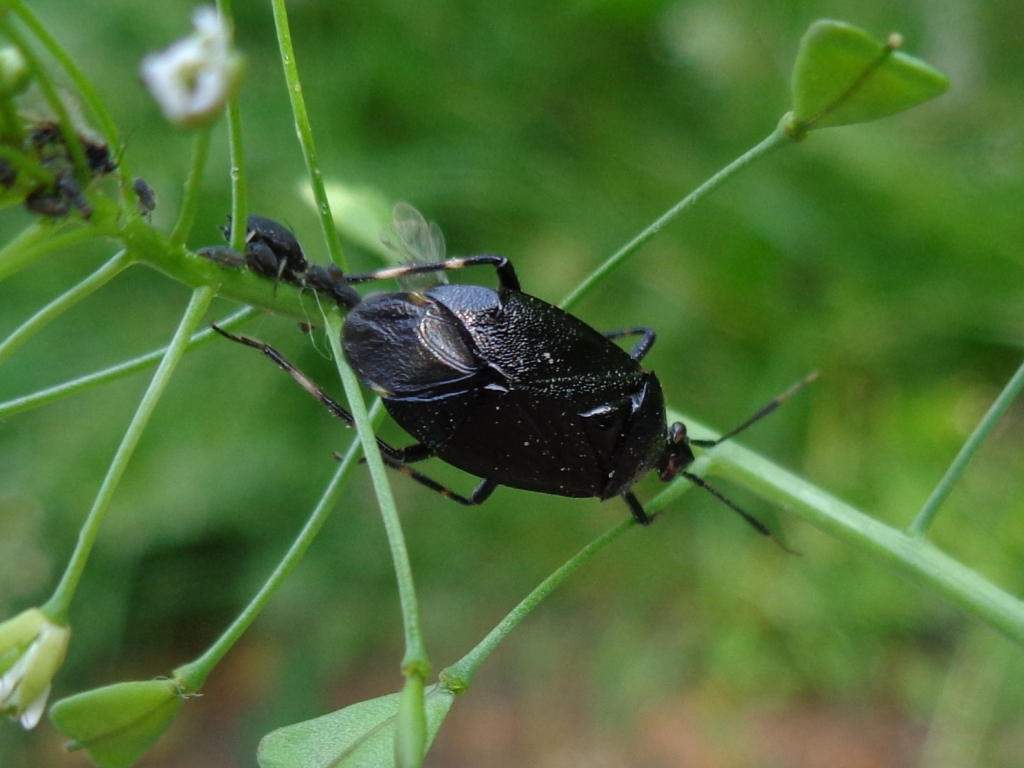
Deraeocoris scutellaris

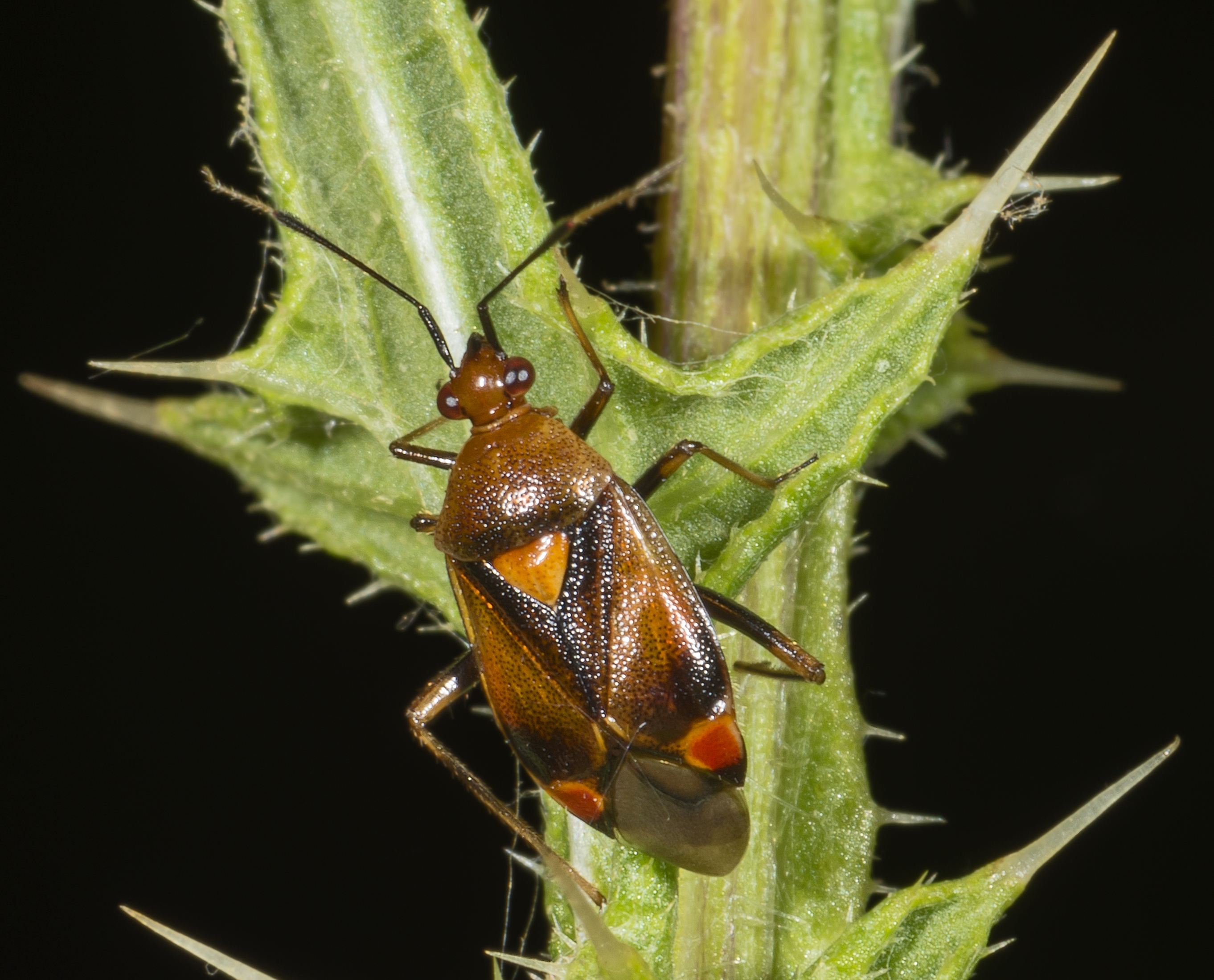
Deraeocoris ruber

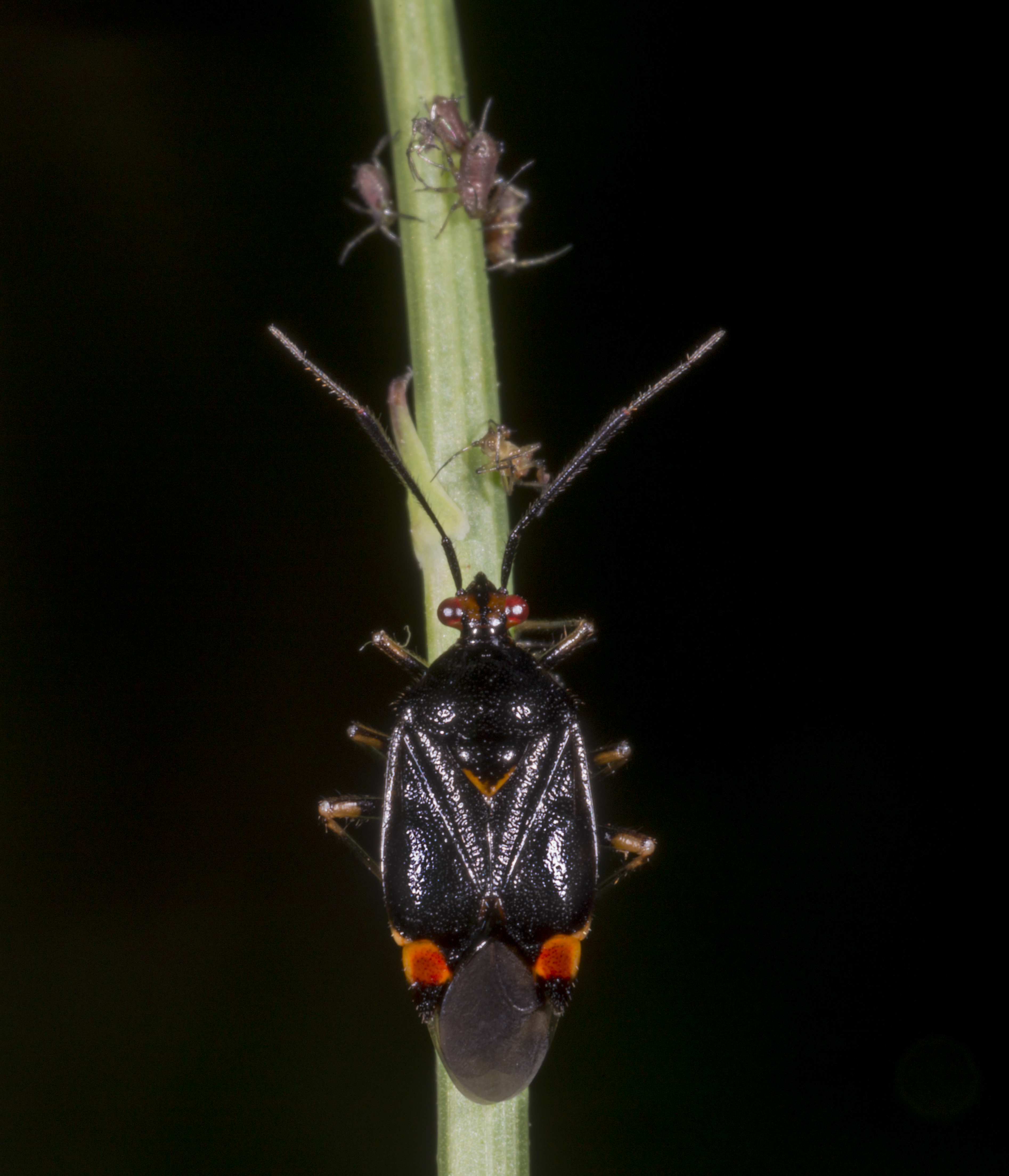
Deraeocoris ruber

Die Deraeocorinae sind eine Unterfamilie der Weichwanzen (Miridae) aus der Teilordnung Cimicomorpha. Es sind etwa 115 Gattungen bekannt. In Europa kommen 29 Arten vor, in Mitteleuropa sind es 15.

## Merkmale
Die Monophylie der Unterfamilie wird durch folgende Autapomorphien begründet: Am Pronotum ist ein runder Kragen ausgebildet, die Klauen sind basal gezähnt, ihre Parempodia sind borstenförmig und Pulvilli sind nicht ausgebildet.
Die Wanzen haben gewisse Ähnlichkeit mit denen der Tribus Mirini und zeigen auch in den Strukturen der Genitalien gewisse Ähnlichkeiten, sodass ein Schwestergruppenverhältnis zwischen den Deraeocorinae und den Mirinae möglich sein könnte. Viele Vertreter der Deraeocorinae haben eine glatt polierte und punktierte Rückenseite, was sie von den meisten anderen Weichwanzen deutlich unterscheidet. Wenige sind matt gefärbt und zeigen keine Gruben (Tribus Termatophylini), andere sind matt und stark punktiert und ihr Körper ist manchmal wollartig bedeckt (Tribus Clivinemini).

## Lebensweise
Die Vertreter der Deraeocorinae ernähren sich fast alle räuberisch und leben in der Kraut- und Gehölzschicht.

## Taxonomie und Systematik
Die Deraeocorinae umfassen folgende sechs Tribus:
- Clivinemini (19 Gattungen; Holarktis)
- Deraeocorini (etwa 50 Gattungen; weltweit)
- Hyaliodini (23 Gattungen; Neue Welt)
- Saturniomirini (3 Gattungen; Australien, Neuguinea)
- Surinamellini (12 Gattungen; Tropen)
- Termatophylini (8 Gattungen; Tropen und Subtropen)

In Europa treten folgende Tribus und Arten auf:
Tribus Clivinematini
- Bothynotus pilosus (Boheman, 1852)

Tribus Deraeocorini
- Alloeotomus aetneus (A. Costa, 1842)
- Alloeotomus cyprius (Wagner, 1953)
- Alloeotomus germanicus Wagner, 1939
- Alloeotomus gothicus (Fallen, 1807)
- Alloeotomus pericarti Matocq, 1998
- Alloeotomus rubripennis Ippolito & Lombardo, 1983
- Deraeocoris annulipes (Herrich-Schäffer, 1842)
- Deraeocoris cardinalis (Fieber, 1858)
- Deraeocoris cordiger (Hahn, 1834)
- Deraeocoris flavilinea (A. Costa, 1862)
- Deraeocoris lutescens (Schilling, 1837)
- Deraeocoris martini (Puton, 1887)
- Deraeocoris morio (Boheman, 1852)
- Deraeocoris olivaceus (Fabricius, 1777)
- Deraeocoris pallens (Reuter, 1904)
- Deraeocoris punctulatus (Fallen, 1807)
- Deraeocoris punctum (Rambur, 1839)
- Deraeocoris putoni (Montandon, 1885)
- Deraeocoris ribauti Wagner, 1943
- Deraeocoris ruber (Linnaeus, 1758)
- Deraeocoris rutilus (Herrich-Schäffer, 1838)
- Deraeocoris schach (Fabricius, 1781)
- Deraeocoris scutellaris (Fabricius, 1794)
- Deraeocoris serenus (Douglas & Scott, 1868)
- Deraeocoris trifasciatus (Linnaeus, 1767)
- Deraeocoris ventralis Reuter, 1904

Tribus Hyaliodini
- Stethoconus cyrtopeltis (Flor, 1860)
- Stethoconus pyri (Mella, 1869)

## Belege